# Gaetano Lanfranchi
Gaetano Lanfranchi (* April 1901 in Palazzolo sull’Oglio; † 8. April 1983 in Brescia) war ein italienischer Bobfahrer.
Gaetano Lanfranchi nahm als Bobfahrer bei den Olympischen Winterspielen 1932 in Lake Placid teil. Im Zweierbob erreichte er mit seinem Bruder Agostino Lanfranchi den achten, im Vierer mit Agostino, Italo Casini und Graf Teofilo Rossi di Montelera den fünften Platz. Lanfranchi gehörte zu einer Familie von Bekleidungsherstellern.